# Simeuluepapegaai
De simeuluepapegaai (Psittinus abbotti) is een vogel uit de familie Psittaculidae (papegaaien van de Oude Wereld).

## Herkenning
De vogel lijkt sterk op de blauwrugpapegaai en werd daarom als ondersoort beschouwd. De vogel is 19 cm lang. Het is een betrekkelijk kleine, gedrongen papegaai met een zeer kort staartje. Volwassen mannetjes hebben een blauwe kop en de voorkant van de kruin is groen. Verder hebben ze een zwarte band achter op de nek.

## Verspreiding en leefgebied
De vogel komt voor op de Simeulue- en Siumateilanden. (ten noordwesten van Sumatra)
Het leefgebied is waarschijnlijk hetzelfde als dat van de blauwrugpapegaai en bestaat uit bos in droge gebieden, met een voorkeur voor bosranden, open plekken en bos waar binnen gekapt is. Soms ook in mangrovebos en meestal in laagland of heuvelland onder de 700 m boven zeeniveau.

## Status
De grootte van de populatie werd in 1998 door BirdLife International geschat op  2,5 tot 10 duizend individuen. De populatie-aantallen zijn stabiel maar kunnen mogelijk afnemen door ontbossing waarbij natuurlijk bos wordt omgezet in gebied voor agrarisch gebruik (oliepalmplantages). Om deze redenen staat deze soort als gevoelig op de Rode Lijst van de IUCN. Er gelden beperkingen voor de handel in deze papegaai, want de soort staat in de Bijlage II van het CITES-verdrag.